# شویشنو (استان پومرانی)
شویشنو (به لهستانی:  Świeszyno) یک روستا در لهستان است که در گمینا میاستکو واقع شده‌است. شویشنو ۱۵۲ نفر جمعیت دارد.